# Janez Wolf
Janez Wolf, slovenski slikar, * 26. december 1825, Leskovec pri Krškem, † 12. december 1884, Ljubljana.
Wolf je večino svojega likovnega ustvarjanja posvetil cerkvenim vsebinam. Je predstavnik nazarenske smeri in se naslanja na beneško slikarstvo. Najbolj so poznane njegove freske v župnijski cerkvi na Vrhniki (1867) in v Vipavi (1876 - 1877). Je tudi avtor nekdanje freske na pročelju Frančiškanske cerkve v Ljubljani (Angeli molijo sv. Rešnje Telo) in dveh fresk v notranjosti cerkve (Smrt sv. Frančiška, Porcjunkula) iz leta 1882. Njegovi učenci so bili Anton Ažbe, Janez Šubic in Jurij Šubic.